# Anti-Hero (bài hát)
"Anti-Hero" là một bài hát của nữ ca sĩ kiêm sáng tác âm nhạc người Mỹ Taylor Swift trích từ album phòng thu thứ 10 của cô, Midnights (2022). Nó được phát hành trên các nền tảng phát trực tuyến vào ngày 21 tháng 10, 2022 và đã được phát hành trên hệ thống radio Hoa Kỳ như là đĩa đơn đầu tiên trích từ album vào ngày 24 tháng 10 bởi Republic Records. Được sáng tác và sản xuất bởi chính cô và Jack Antonoff, "Anti-Hero" là một bản pop rock và synth-pop với tiết tấu theo nhịp trống lặp lại liên tục và tiếng đàn synthesizer cổ điển, với nội dung được lấy cảm hứng từ những cơn ác mộng của Taylor, và các vấn đề của cô với chứng giải thể nhân cách và tự ghét bản thân, ám chỉ về những áp lực xã hội và thiếu sót của cô.
Sau khi phát hành, các nhà phê bình âm nhạc ca ngợi bài hát vì ý nghĩa lời bài hát thẳng thắn, nhịp điệu bắt tai trên nền synthesizer, và giọng hát của Swift, cùng với việc Billboard xếp hạng Anti-Hero là bài hát tốt nhất album Midnights; một số người thậm chí còn mệnh danh "Anti-Hero" là đĩa đơn mở đường nổi bật hay nhất trong sự nghiệp của Swift. Các danh sách cuối năm từ các ấn phẩm âm nhạc khác nhau đã nêu tên "Anti-Hero" là một trong những bài hát hay nhất năm 2022. Ngoài ra, một video âm nhạc đi kèm với bài hát được chính Swift viết kịch bản và đạo diễn cũng đã công chiếu vào ngày 21 tháng 10. Video này đã miêu tả lại những nỗi sợ, sự bất an và chứng rối loạn ăn uống của Swift, trong đó có sử dụng ba phiên bản khác nhau của cô. Video cũng miêu tả lại một trong những ác mộng về di sản và di chúc của cô, trong đó Mike Birbiglia, John Early, và Mary Elizabeth Ellis đã lần lượt đóng vai các con trai và con dâu trong tưởng tượng của Taylor.
"Anti-Hero" đã phá vỡ kỉ lục nhiều lượt phát nhất vào ngày phát hành trong lịch sử Spotify tại Hoa Kỳ và trên toàn cầu. Bài hát đã nằm trong top 10 trên bảng xếp hạng âm nhạc tại 40 quốc gia và vùng lãnh thổ, trong đó bài hát đã xếp thứ nhất tại Úc, Bỉ, Canada, Croatia, Indonesia, Ireland, Israel, Latvia, Malaysia, New Zealand,  Philippines, Bồ Đào Nha, Singapore, Vương quốc Anh, và Hoa Kỳ, trong đó có một số quốc gia nơi bài hát được xếp thứ nhất trong nhiều tuần, và cũng là bài hát xếp thứ nhất lâu nhất của Swift tại Vương quốc Anh và Hoa Kỳ. Anti-Hero là bài hát thứ chín của Swift được xếp thứ nhất trong bảng xếp hạng Billboard Hot 100, giúp cô trở thành ca sĩ độc tấu duy nhất trong lịch sử đã có năm bài hát xếp thứ nhất trên bảng, và "Anti-Hero" đã trở thành bài hát bán chạy nhất năm 2022. Bài hát cũng xếp thứ nhất trong bảng xếp hạng Billboard Global 200 và Radio Songs, khiến Swift trở thành nghệ sĩ đầu tiên trong lịch sử có bài hát xếp thứ nhất xuyên suốt các thập kỉ 2000, 2010 và 2020. Một bản song ca được phối lại với ban nhạc rock Hoa Kỳ Bleachers đã được phát hành vào ngày 7 tháng 11 năm 2022.

## Hoàn cảnh sáng tác và ra đời
Vào ngày 28 tháng 8 năm 2022, Taylor Swift thông báo rằng album phòng thu thứ 10 của cô, Midnights, sẽ được ra mắt vào ngày 21 tháng 10 năm 2022. Danh sách bài hát đã không được tiết lộ ngay. Jack Antonoff, một người đã hợp tác lâu năm với Taylor kể từ album phòng thu thứ năm của cô 1989 (2014), được xác nhận là một nhà sản xuất của album Midnights bởi một video được đăng tải lên tài khoản Instagram của Tyalor vào ngày 16 tháng 9 năm 2022, với tiêu đề "The making of Midnights" (Quá trình tạo ra Midnights). Bắt đầu từ ngày 21 tháng 9 năm 2022, Taylor bắt đầu tiết lộ danh sách bài hát theo trình tự ngẫu nhiên qua loạt video ngắn của cô trên TikTok, được gọi là Midnights Mayhem with Me. Nó bao gồm 13 phần, với một bái hát được tiết lộ mỗi phần. Trong đó Taylor quay một lồng xổ số chứa 13 quả bóng bàn được đánh số từ 1 đến 13, mỗi quả đại diện cho 1 bài hát trong album Midnights, và khi một quả bóng rơi ra, cô tiết lộ tiêu đề của bài hát theo số thứ tự trên album bằng một chiếc điện thoại. Trong tập thứ sáu vào ngày 3 tháng 10 năm 2022, Taylor đã tiết lộ tiêu đề của bài hát số ba là "Anti-Hero".